# Lattanzio da Rimini

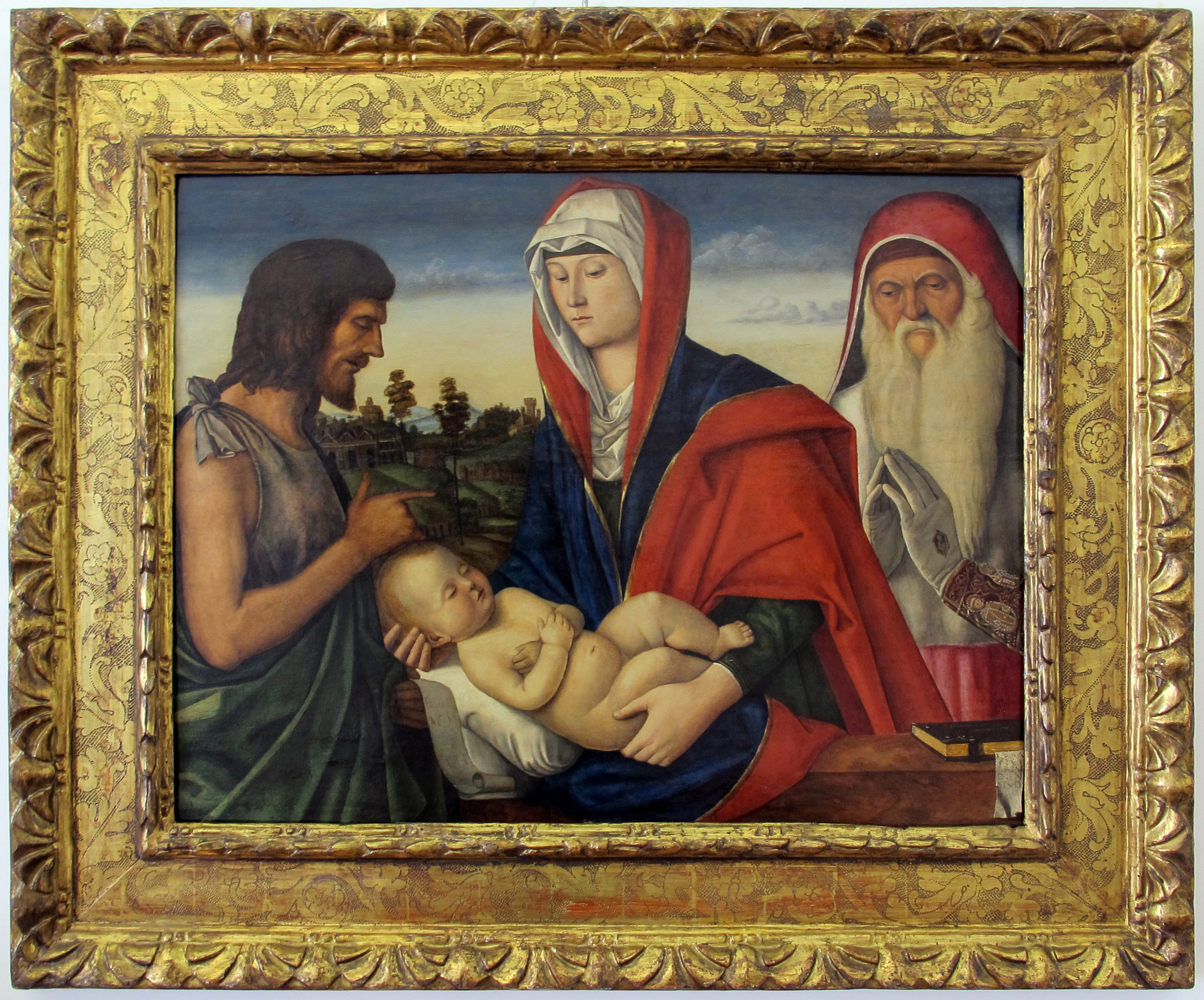
Madonna tra i santi Giovanni Battista e Girolamo o Sacra Conversazione, circa 1500, (Museo della città di Rimini)

Lattanzio da Rimini (Rimini, ... – Rimini, dopo il 1524) è stato un pittore italiano.

## Biografia

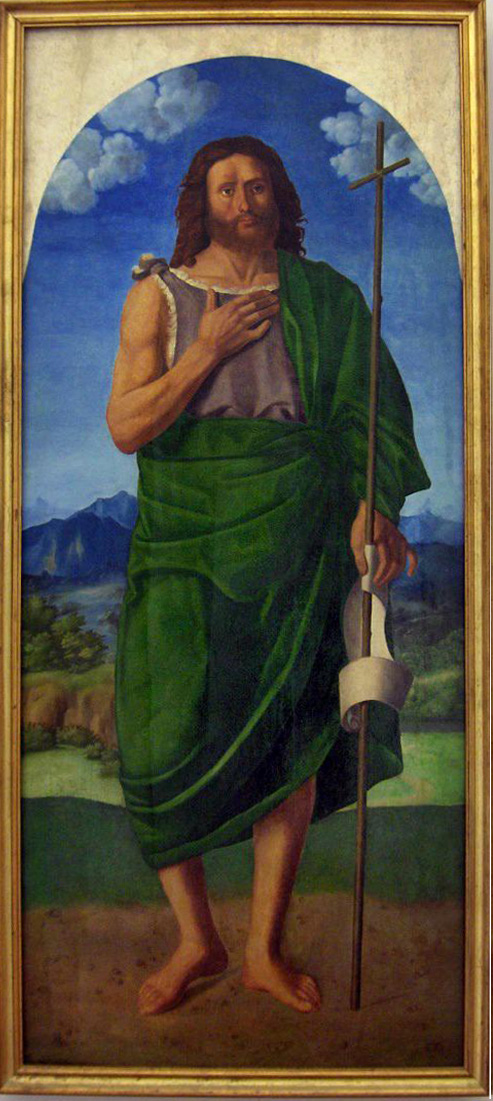
San Giovanni Battista (Museo della città di Rimini)

### Primi anni, formazione ed esordi
Non si hanno notizie sulla data di nascita di Lattanzio da Rimini.
Lattanzio da Rimini discende da un'importante famiglia di pittori, essendo nipote di Bittino da Faenza e figlio del pittore Ambrogio.
Lui stesso chiarì le sue origini firmandosi «Lactantius Ariminensis» in una Madonna fra i santi Giovanni Battista e Girolamo o Sacra Conversazione (Museo della città di Rimini), invece in una Madonna col Bambino si definì allievo di Giovanni Bellini.
La sua prima presenza nei documenti storico-artistici risalì alla importante e stimata collaborazione, nel 1492, con il maestro Bellini per la Sala del Maggior Consiglio in Palazzo Ducale a Venezia, anche se è probabile che gli esordi artistici li effettuò a Rimini.

### La carriera e le opere
Nel 1499 Lattanzio da Rimini lavorò per la chiesa di Santa Maria Assunta dei Crociferi, nel quartiere di Cannaregio a Venezia, dove realizzò la Predicazione di san Marco ad Alessandria.
Intorno al 1500 gli viene attribuito il Cristo morto sorretto da Maria e Giovanni apostolo (Berlino, Gemäldegalerie), e dopo quattro anni ultimò il polittico di san Martino alla chiesa parrocchiale di San Martino di Piazza Brembana (Bergamo ), caratterizzato da una scena centrale della vita del santo con ai lati coppie di santi e apostoli, di derivazione di Vittore Carpaccio per la figura del cavaliere benefico e di Cima da Conegliano per le altre figure laterali e per un uso sapiente del paesaggio e del colore.
Nel 1505 Lattanzio da Rimini eseguì una tavola con San Giovanni Battista tra i santi Pietro e Giovanni Evangelista, per la chiesa San Giovanni Battista, a Mezzoldo (Bergamo), nella quale evidenziò, un'altra volta, influenze di Vittore Carpaccio e di Cima da Conegliano.
Da ricordare anche un'altra Sacra Conversazione risalente agli ultimi anni del XV secolo, formata da una Madonna con il Bambino tra i santi Giovanni Battista ed Elisabetta, firmata "Aluno Latanzio", al Schlossmuseum di Berlino fino al 1945, anno in cui è stata distrutta.

### Ultimi anni, attribuzioni e stile
Tra le numerose attribuzioni vi sono alcune Madonna con Bambino di varie collezioni e musei, oltre che un San Giovanni Battista nel Museo della città di Rimini, il Ritratto virile (Nivågårds Malerisamling a Nivå, in Danimarca) il Giovane con parrucca di feltro (Gemäldegalerie di Berlino), un San Giovanni Battista tra gli apostoli nella chiesa di Noale (Venezia), caratterizzato da un'ispirazione di Cima monumentale e di grande fedeltà espressiva, oltre che dalla raffigurazione tipica dei personaggi con un viso dolce e assorto, la fluente capigliatura, la barba nazzarena, e un san Pietro altero e paterno nello stesso tempo.
Nel 1509 Lattanzio da Rimini è documentato tra i membri del Consiglio comunale. Nel 1511 e nel 1524 assistette a due atti pubblici redatti da un notaio; in una data non conosciuta morì a Rimini, dopo il 1524.
Come il suo maestro Bellini, Lattanzio da Rimini evidenziò la ricerca e lo studio della luce e del colore per ottenere effetti sempre più naturali; inoltre risultarono fondamentali le influenze di Vittore Carpaccio e di Cima da Conegliano.

## Opere principali
- Madonna e Bambino tra i santi Giovanni Battista ed Elisabetta (circa 1490, precedentemente nel Schlossmuseum, Berlino),
- Predicazione di san Marco ad Alessandria (1499, Santa Maria dei Crociferi, Venezia), edificio rinnovato dai Gesuiti
- Cristo morto sorretto da Maria e Giovanni apostolo (1500, Berlino, Gemäldegalerie);
- Políttico di san Martíno (1500-1504, chiesa parrocchiale di San Martino di Piazza Brembana, Bergamo):
  - San Martino condivide il suo mantello con un uomo povero;
  - San Pietro e san Paolo;
  - San Giacomo e san Giovanni Evangelista;
  - Sant'Antonio da Padova e san Michele Arcangelo;
  - San Giovanni Battista e san Bernardo;
- San Giovanni Battista tra i santi Pietro e Giovanni Evangelista (1505, chiesa San Giovanni Battista, Mezzoldo);
- Madonna fra i santi Giovanni Battista e Girolamo o Sacra Conversazione (Museo della città di Rimini);
- San Giovanni Battista (Museo della città di Rimini);
- Ritratto virile (Nivågårds Malerisamling, Nivå, Danimarca);
- Giovane con parrucca di feltro (Gemäldegalerie, Berlino);
- San Giovanni Battista tra gli apostoli (chiesa di Noale, Venezia).